# Necydalinae
Necydalinae (лат.) — подсемейство жуков-усачей с короткими надкрыльями.

## Описание
Мелкие и средних размеров жуки. Похожи на шмелей (Ulochaetes) или крупных ос (Necydalis). Голова за глазами суживается. Щупики короткие. Бока переднеспинки выпуклые или бугристые. Надкрылья короткие и полностью не прикрывают брюшко. На вершине они расходятся друг от друга. Ноги стройные. Бедренные шпоры короткие.

## Биология
Жуки ведут преимущественно дневной образ жизни, питаются пыльцой растений. Самки откладывают яйца у основания стоящих мертвых деревьев или пней. Личинки большинства видов развиваются в стволах отмирающих или недавно погибших деревьев. Виды Ulochaetes нападают только на хвойные деревья, а Necydalis предпочитают лиственные породы и только изредка хвойные. Продолжительность жизненного цикла обычно составляет один год, но иногда может быть и два поколения в год.

## Систематика
Иногда рассматривается в качестве трибы Necydalini в составе подсемейства Lepturinae. Подсемейство объединяет 2 рода и около 70 видов. Другие роды, ранее рассматривавшиеся в этом подсемействе, отнесены к подсемейству Cerambycinae.
- Короткокрылы (жуки) (Necydalis Linnaeus, 1758)
- Ulochaetes LeConte, 1854

## Распространение
Представители подсемейства встречаются в Неарктике, Палеарктике и Ориентальной области.